# Foguetão (semanário)
Foguetão : semanário juvenil, foi idealizado e dirigido por Adolfo Simões Müller (num total de 13 números, entre Maio e  Julho de 1961) que começa por aliciar o seu público alvo com um Prospeto no qual anuncia: “Vai ser lançado em Portugal o primeiro Foguetão”,  “Finalmente! Um jornal para os mais novos! Um jornal diferente para toda a gente!”. Eis, portanto, um novo concorrente no mercado, com maior dimensão, profusamente colorido, do interior às capas o que lhe confere uma vivacidade original.  
Disposto a avivar a saudade dos mais velhos e a alimentar  as aspirações mais jovens o Foguetão promete: viagens ao “mundo de amanhã”; contos e crónicas de ficção científica; ciência, aventura, mistério, enigmas policiais, artes mágicas e passatempos; secções de desporto, cinema, rádio, televisão, discos e selos. 
Introduz títulos de banda desenhada franco-belga Tintim de Hergé (versão original) e o gaulês Asterix de Albert Uderzo e René Goscinny. Tudo em somente um trimestre de existência.
Na ilustração do seu projeto, Adolfo Simões Müller faz-se acompanhar de alguns desenhadores de renome, nomeadamente: José Garcês, Fernando Bento, Uderzo, Jean Graton, Frank Hampson Edgar P. Jacobs, Eduard Aidans e Yves Duval. Também como colaboradores: José Águas, homem da bola, na coluna futebolística;  o crítico e locutor de televisão e rádio Jorge Alves e o filatelista Henrique Mantero.